# Lucinda Riley
Lucinda Riley   (Lisburn, 16 de febrer de 1965 - 11 de juny de 2021) nascuda Lucinda Edmonds va ser una popular escriptora de ficció històrica irlandesa i antiga actriu.
El 2016, la productora de cinema italiana Raffaella De Laurentiis va comprar els drets de televisió de les seves set novel·les de la sèrie Seven Sisters.

## Biografia
Lucinda Riley, estudiant de la London Drama School, va tenir una carrera com a actriu de teatre i televisió durant la seva joventut. Va viatjar molt, sobretot a l'Extrem Orient.
Després de patir febre glandular, a 22 anys, va començar a escriure. Va publicar la seva primera novel·la, Lovers and Players, dos anys després
Va publicar les seves primeres set novel·les amb el seu nom de naixement, Lucinda Edmonds. Va començar el cicle de les Set Germanes el 2013.
Lucinda Riley compartia la seva vida amb el seu marit i els seus set fills entre la seva casa de la costa de Norfolk, a l'est d'Anglaterra, i la que posseeix a la Provença, a la península de Saint-Tropez. Va ser després de tornar d'un viatge de Provença a Anglaterra que va descobrir un castell que la va inspirar en la decoració del castell de La Martinière, en particular l'escenari del Domaine de L'Héritière, un castell fictici que ella e va situar a Gassin.
Va morir l'11 de juny de 2021 a causa d'un càncer.

## Filmografia
- The Story of the Treasure Seekers (1982)
- Auf Wiedersehen, Pet (1983)
- Jumping the Queue (1989)

## Publicacions

### Sota el nom de Lucinda Edmonds
- Lovers and Players, 1992.
- Hidden Beauty (en anglès), 1993.
- Enchanted, 1994.
- Not Quite an Angel (en anglès), 1995.
- Aria (en anglès), 1996.
- Losing You (en anglès), 1997.
- Playing With Fire, 1998.
- Seeing Double (en anglès), 2000.

### Sota el pseudònim de Lucinda Riley
- The Orchid House (also known as Hothouse Flower), 2010.
- The Girl on the Cliff (en anglès), 2011.
- The Light Behind the Window (also known as The Lavender Garden) (en anglès), 2012, p. 523. ISBN 978-2-8246-0372-8.
- The Midnight Rose, 2013.
- The Angel Tree, 2014.
- The Italian Girl (a rewrite of Aria), 2014.
- The Olive Tree (also published as Helena's Secret) (en anglès), 2016. ISBN 978-2368125434.
- The Love Letter (a rewrite of Seeing Double) (en anglès), 2018.
- The Butterfly Room (en anglès), 2019, p. 537. ISBN 978-2-36812-506-9.

Sèrie Les set germanes
1. The Seven Sisters, 2014.
2. The Storm Sister, 2015.
3. The Shadow Sister, 2016.
4. The Pearl Sister, 2017.
5. The Moon Sister, 2018.
6. The Sun Sister, 2019.
7. The missing sister, 2021.
8. Atlas: L'histoire de pa salt, 2023. (pòstum)